# لونجیانو
لونجیانو (به ایتالیایی: Longiano) یک کومونه در ایتالیا است که در استان فورلی-چزنا واقع شده‌است.

## خصوصیات
لونجیانو ۲۳٫۶ کیلومترمربع مساحت و ۶٬۰۴۲ نفر جمعیت دارد و ۱۶۹ متر بالاتر از سطح دریا واقع شده‌است.